# Stonehills Tarn
Stonehills Tarn ist der Name eines Sees im Lake District, Cumbria, England.
Der Stonehills Tarn liegt südlich von Bowness-on-Windermere und westlich des Knipe Tarn. Der See wurde künstlich angelegt. Der See hat einen unbenannten Zufluss an seiner Nordseite und einen unbenannten Abfluss an seiner Südseite, der in den River Winster mündet.